# György Kenéz
György Kenéz (né le 23 juin 1956 à Budapest) est un joueur de water-polo hongrois, champion olympique en 1976.